# Juridisk Tidskrift
Juridisk Tidskrift, vanligen förkortat JT, är en svensk juridisk tidskrift vars exakta namn är Juridisk Tidskrift vid Stockholms universitet. Tidskriften utkommer sedan 1989, med fyra nummer årligen, och startades på initiativ av Jan Kleinemann. Tidskriften innehåller juridiska artiklar inom olika ämnesområden, exempelvis skiljedomsrätt. Det har också funnit en annan skrift tidigare med detta namn som gavs ut av Einar Bergelmer och endast utkom 1916, och ej har kopplingar till den förstnämnda.

### Fotnoter
1. ↑  Mikael Kindbom (18 maj 2010). ”Millqvist redaktör för Juridisk Tidskrift”. Infotorg Juridik. http://www.infotorgjuridik.se/premium/mittijuridiken/article148884.ece?format=print. Läst 21 juli 2019.